# Awa (provincia, Tokushima)

Mappa delle province giapponesi con la provincia di Awa evidenziata

Awa (giapponese: 阿波国; -no kuni) fu una vecchia provincia del Giappone che occupa un'area nel ventunesimo secolo parte della prefettura di Tokushima sull'isola di Shikoku. Awa confinava con le province di Tosa, Sanuki e Iyo.